# Antoni Brengaret i Framis
Antoni Brengaret i Framis   (Barcelona, 1936) és un empresari i artista català. Als 20 anys va escriure diverses obres de teatre que van ser representades al Casal de les Corts, però es decantà per la ceràmica i el disseny industrial. La seva dedicació a la rajoleria el va portar a construir una bòbila, juntament amb el seu oncle Antoni Framis, pioner de la nova rajoleria de començament del segle xx, a Sant Feliu de Llobregat. El 1966, va posar en marxa la fàbrica Ceràmica Piera, SL i va dissenyar un tipus especial de ceràmica vidrada que s'ha aplicat a diverses façanes de Barcelona.
Amb M. Mercè Piera i Ricart,la seva esposa va fundar l'escola d'arts Groc. El 1975 va fundar amb la seva esposa M. Mercè Piera i Ricart, l'escola d'arts Groc, al districte de les Corts a Barcelona. Aquesta escola va ser el primer centre privat de Catalunya en esser qualificat com a escola de grau superior d'arts plàstiques i disseny. El 1980 va obtenir el títol de tècnic de grau superior de ceràmica artística i, el 1994, el de disseny gràfic. Llicenciat en Història de l'Art per la Universitat de Barcelona a l'any 2006 i Doctor per la Universitat de Barcelona a l'any 2017.
Ha fet exposicions de ceràmica i pintura, ha participat en diverses activitats formatives i informatives del món de la ceràmica, ha estat membre del jurat de diversos concursos i premis i ha col·laborat en diverses activitats culturals del districte de les Corts. El 1997 va ser nomenat per formar part de la comissió tècnica de revisió del Catàleg del patrimoni arquitectònic històric artístic de la ciutat de Barcelona. El 2001 va rebre la Medalla d'Honor de Barcelona. Com a curiositat, Antoni Brengaret va dur la torxa olímpica durant el seu pas per Barcelona en les olimpíades d'Atenes de l'any 2004.